# Fröhnd
Fröhnd é um município da Alemanha, no distrito de Lörrach, na região administrativa de Freiburg , estado de Baden-Württemberg.
Pertence ao Gemeindeverwaltungsverband de Schönau im Schwarzwald.